# Регистрационные знаки транспортных средств в Молдове
Регистрационные знаки транспортных средств в Молдове — номерной знак, применяющийся для регистрации автотранспорта на территории Молдовы.

## Современные номерные знаки
Номерные знаки транспортных средств нормируются стандартом SM 122:2014, вступившем в силу 1 апреля 2015 года. В левой части на синем фоне расположена национальная символика (автомобильный код страны и государственный флаг). Номер выполняется чёрной краской шрифтом FE-Schrift, который хорошо защищён от подделки. В центре знака расположена голограмма, также имеется место для талона технического осмотра. Цена регистрационных номеров выросла на 40 %.

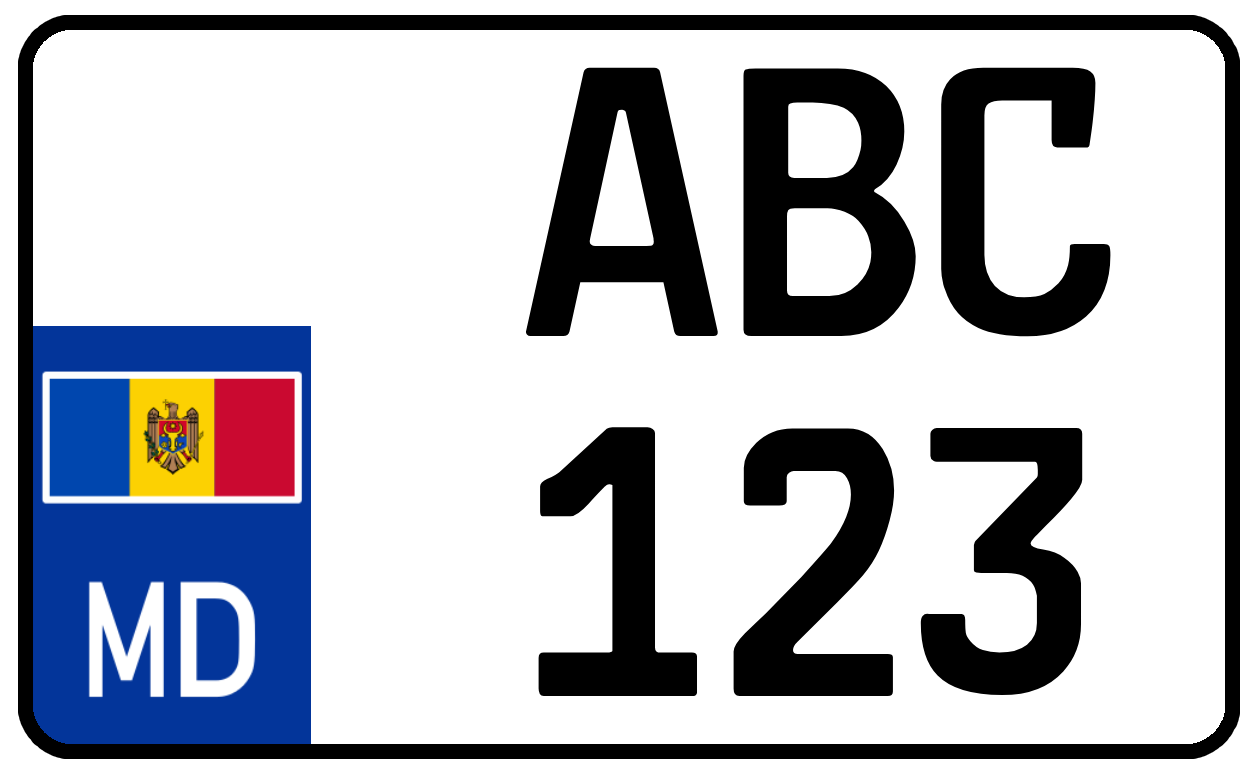

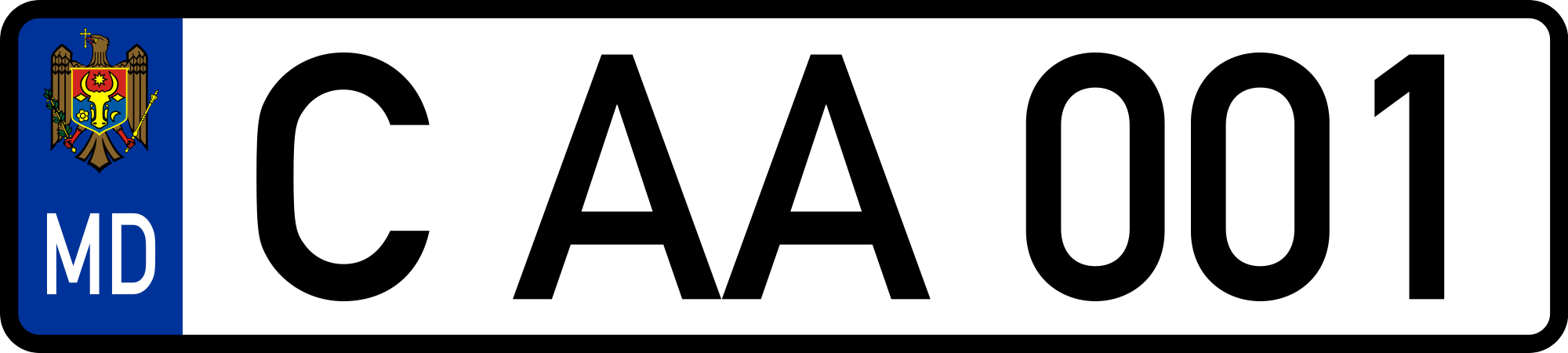
Номерной знак выдан с ноября 2011 г. по 2015

Согласно стандарту, все номерные знаки разделяются на четыре типа с подтипами:
- Тип 1 — номерные знаки автотехники. Номера имеют однорядное исполнение, формат — БББ ЦЦЦ, размеры — 520x112 мм, высота символов — 76 мм.
  - Тип 1а — номерные знаки для автотехники. Номера имеют двухрядное исполнение, формат — БББ ЦЦЦ, национальная символика — в нижнем углу, размеры — 245x134 мм, высота символов — 49 мм.
- Тип 2 — номерные знаки мототехники. Номера имеют двухрядное исполнение, формат — ЦЦЦ БББ, национальная символика — в верхнем углу, размеры — 245x134 мм, высота символов — 49 мм.
- Тип 3 — номерные знаки прицепов. Номера имеют двухрядное исполнение, формат — БББ ЦЦЦ, национальная символика — в нижнем углу, размеры — 340x204 мм, высота символов — 76 мм.
  - Тип 3а — номерные знаки прицепов. Номера имеют однорядное исполнение, формат — Б ЦЦЦ ББ, размеры — 520x112 мм, высота символов — 76 мм.

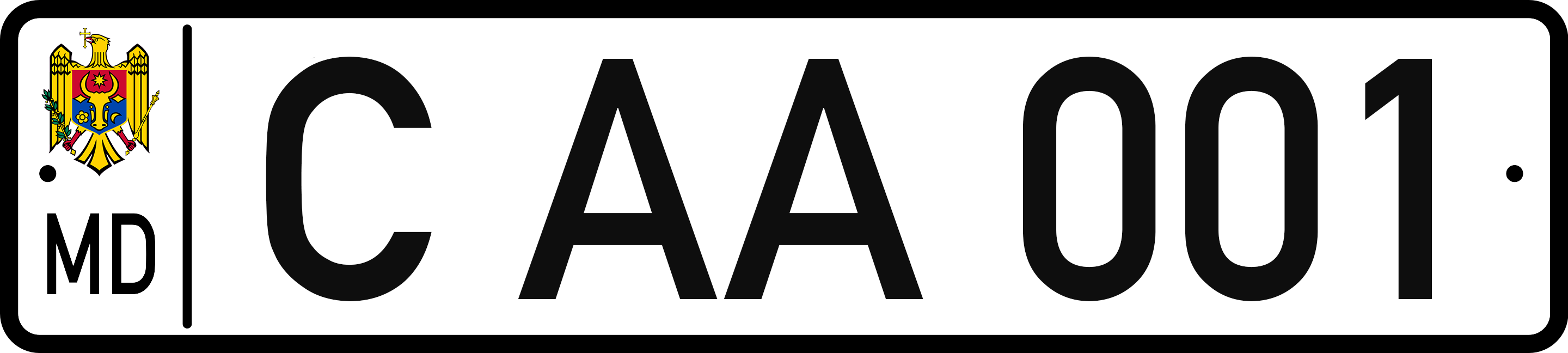
Номерной знак выдан до ноября 2011 г.

- Номерной знак выдан до ноября 2011 г.Тип 4 — номерные знаки спецтехники. Номера имеют двухрядное исполнение, формат — БББ ЦЦЦ, национальная символика — в верхнем углу, размеры — 250x204 мм, высота символов верхнего ряда — 49 мм, нижнего — 76 мм.

Некоторые трёхбуквенные комбинации запрещены. За дополнительную плату можно подобрать желаемую комбинацию букв и цифр номера из доступных. Номерные знаки можно переносить с одного транспортного средства на другое, а также передавать другому владельцу при продаже транспортного средства.

Номерной знак Молдовы образца 1992 года

Регистрационные знаки старого образца, выданные с 1992 по 2015, не подлежат обязательной замене и могут использоваться неограниченный период времени, до момента следующей регистрации транспортного средства, и не могут переставляться на другое транспортное средство и передаваться новому владельцу при продаже транспортного средства.
В то же время, регистрационные знаки старого образца(выдававшиеся с привязкой по районам), выданные с 1992 по 2015, и которые были заказаны владельцем с желаемой комбинацией букв(касается только серии , т.е. две внутренние буквы) или цифры, возможно заменить на таблички нового образца.
Для этого собственнику номерных знаков необходимо обратиться в любое подразделение МРЭО, где ему произведут замену, сохраняя серию и цифры, которые он заказал ранее. Вместо двух букв района присваивают одну букву, как правило буква A , если такая комбинация  не  занята. В противном случае компьютер выбирает другую возможную букву(пример: было GE RR 001- стало ARR 001; было BL RR 666 - стало FRR 666; было TR IT 002 - стало  TIT 002 и т.д.). Причем транспортное средство необходимо повторно зарегистрировать. Данное правило не касается табличек, которые были выданы в г.Кишинёв(С и К) - их можно просто заменить на таблички нового образца, заплатив 480 MDL(2016г.), сохранив все буквы и все цифры.
Важно : производить замену старых табличек на новые может только собственник, либо человек по доверенности - но доверенность моментально аннулируется.

### Категории номерных знаков
Все регистрационные знаки разделяются на следующие категории:
- Регистрационные знаки физических и юридических лиц

Выполняются чёрными (с 2024 года — также зелёными, для электромобилей) символами на белом фоне, используются все четыре типа номеров, форматы указаны выше.
- Регистрационные знаки автомобилей государственных органов

Выполняются чёрными символами на белом фоне, используются только типы 1 и 1а. Форматы номеров: RM ЦЦЦЦ или RM Б ЦЦЦ. Первый формат используется на автомобилях президента Молдовы, при этом передний номер выполняется в виде государственного флага во всю ширину пластины. Второй формат используется правительством,канцелярией, парламентом и правительством Молдовы, соответствующие буквы — G,С, P и A.
- Регистрационные знаки транспортных средств службы безопасности президента

Выполняются чёрными символами на белом фоне, используются все четыре типа. Формат номеров: SP ЦЦЦ, при этом в номерах типов 1а и 3 цифры располагаются сверху, а номер типа 3а начинается с цифр.
- Регистрационные знаки транспортных средств МВД (полиции)

Выполняются чёрными символами на белом фоне, используются все четыре типа. Формат номеров: MAI ЦЦЦЦ, при этом в номерах типов 1а и 3 цифры располагаются сверху, а номер типа 3а начинается с цифр.
- Регистрационные знаки транспортных средств министерства обороны

Выполняются чёрными символами на белом фоне, используются все четыре типа. Формат номеров: FA ЦЦЦЦ, при этом в номерах типов 1а и 3 цифры располагаются сверху, а номер типа 3а начинается с цифр.
- Регистрационные знаки дипломатических транспортных средств

Выполняются синими символами на белом фоне, используются все четыре типа, кроме 3а. Формат номеров: ДД ЦЦЦ ББ, при этом в номерах типов 1а и 3 цифры и буквы располагаются сверху. ДД — статус лица дипмиссии: CD — лица с дипломатическим статусом, TC — лица в ранге консулов или почётных консулов, TS — административно-технический персонал и международные организации. Цифры обозначают код страны; первая цифра — единица.
- Регистрационные знаки транспортных средств, временно допущенных к дорожному движению

Выполняются красными символами на белом фоне, используются все четыре типа. Формат номеров: Б ЦЦЦЦ, справа от цифр уменьшенным шрифтом один под другим наносятся месяц и год окончания действия номера. При этом в номерах типов 1а и 3 цифры располагаются сверху, а номер типа 3а начинается с цифр; дата окончания всегда расположена справа. Буква может иметь следующие значения: P — временный ввоз транспортного средства на территорию Молдовы, T — транспортное средство окончательно экспортируется (вывозится) с территории Молдовы, H — транспортное средство иностранного гражданина, временно или постоянно проживающего на территории Молдовы, причём при постоянном проживании на номерных знаках не пишется дата окончания действия.
- Регистрационные знаки общественного транспорта

Выполняются чёрными символами на жёлтом фоне, используются только типы 1 и 1а. Формат номера совпадает с форматом для физических и юридических лиц.

## Номерные знаки 1992—2015 годов

### 1992—2011
В 1992 году на территории Молдовы начата выдача собственных регистрационных знаков. Размер номерных знаков для автотранспортных средств — 520×112 мм, либо 245×135 мм. На автомобилях обязательно наличие номерного знака как спереди, так и сзади. Номерные знаки имеют государственную символику. Слева герб Молдовы и код MD. На ранних сериях герб выполнялся в виде наклейки, позже его начали отливать из алюминия.
| стандартный номерной знак | малый номерной знак |
| ------------------------- | ------------------- |
| 520×112 мм                | 245х135 мм          |
|                           |                     |

Номерные знаки закреплены за владельцем. Их можно переносить с одного транспортного средства на другое, и передавать другому лицу при перерегистрации транспортного средства.
Порядок выдачи новых знаков — по алфавиту, то есть сначала идёт серия AA, за ней — AB, и так далее. Каждый код региона имеет ёмкость порядка 700 000 транспортных средств. На 2008 год потребность во втором коде региона испытал лишь Кишинёв.
Начиная с 2008 года имеется официальная возможность выбрать буквенную серию и цифры номерного знака за дополнительную плату.

### 2011—2015 годы
С 1 ноября 2011 года выдавались номерные знаки нового образца. Обновление дизайна номеров произведено с целью увеличения степени их защиты. На регистрационных номерах код страны MD и герб страны расположены на синем фоне. Кроме того, цифровой номер может состоять из одной, двух или трёх цифр, вместо обязательных трёх цифр использовавшихся ранее.
С 2014 года производство номерных знаков перенесено на мощности ГП «Регистру». Также была прекращена выдача серий с буквой Q, так как они плохо распознавались автоматическими системами контроля дорожного движения.
|  |

### Прочие гражданские номера
- Номерные знаки общественного транспорта

С 1 марта 2014 года транспортным средствам, осуществляющим пассажирские перевозки, выдаются номерные знаки, совпадающие по формату с обычными автомобильными номерами, но имеющие жёлтый фон.
|  |

|  |

- Номерные знаки прицепов и полуприцепов

Примерно до 2010 года прицепные номера практически (а порой и полностью) не отличались от автомобильных однорядных либо двухрядных номеров. С 2010 года буквенную серию и цифры поменяли местами, тем самым введя отдельный формат для прицепных номерных знаков; данные номера стали только однорядные. Выданные ранее прицепные номерные знаки являются действительными бессрочно.
|  |

|  |

- Номерные знаки мототехники

Номерной знак двухрядный, от двухрядного автомобильного отличается обратным расположением элементов: цифры и герб — сверху, регион и буквенная серия — снизу.
|  |

|  |

- Номерные знаки тракторов и спецтехники

Номерной знак двухрядный, от двухрядного автомобильного отличается местом расположения герба и наличием лишь одной буквы в серии.
|  |

### Спецномера
- Государственная администрация

| номер | владелец          |
| ----- | ----------------- |
|       | Президент Молдовы |
|       |                   |
|       | Правительство     |
|       | Парламент         |
|       | Министерства      |

- Вооружённые силы

| номер | владелец         |
| ----- | ---------------- |
|       | Вооружённые Силы |

- Правоохранительные органы

| номер | владелец                                                   |
| ----- | ---------------------------------------------------------- |
|       | автомобили Министерство внутренних дел и его подразделений |
|       | Служба безопасности президента                             |

- Временные

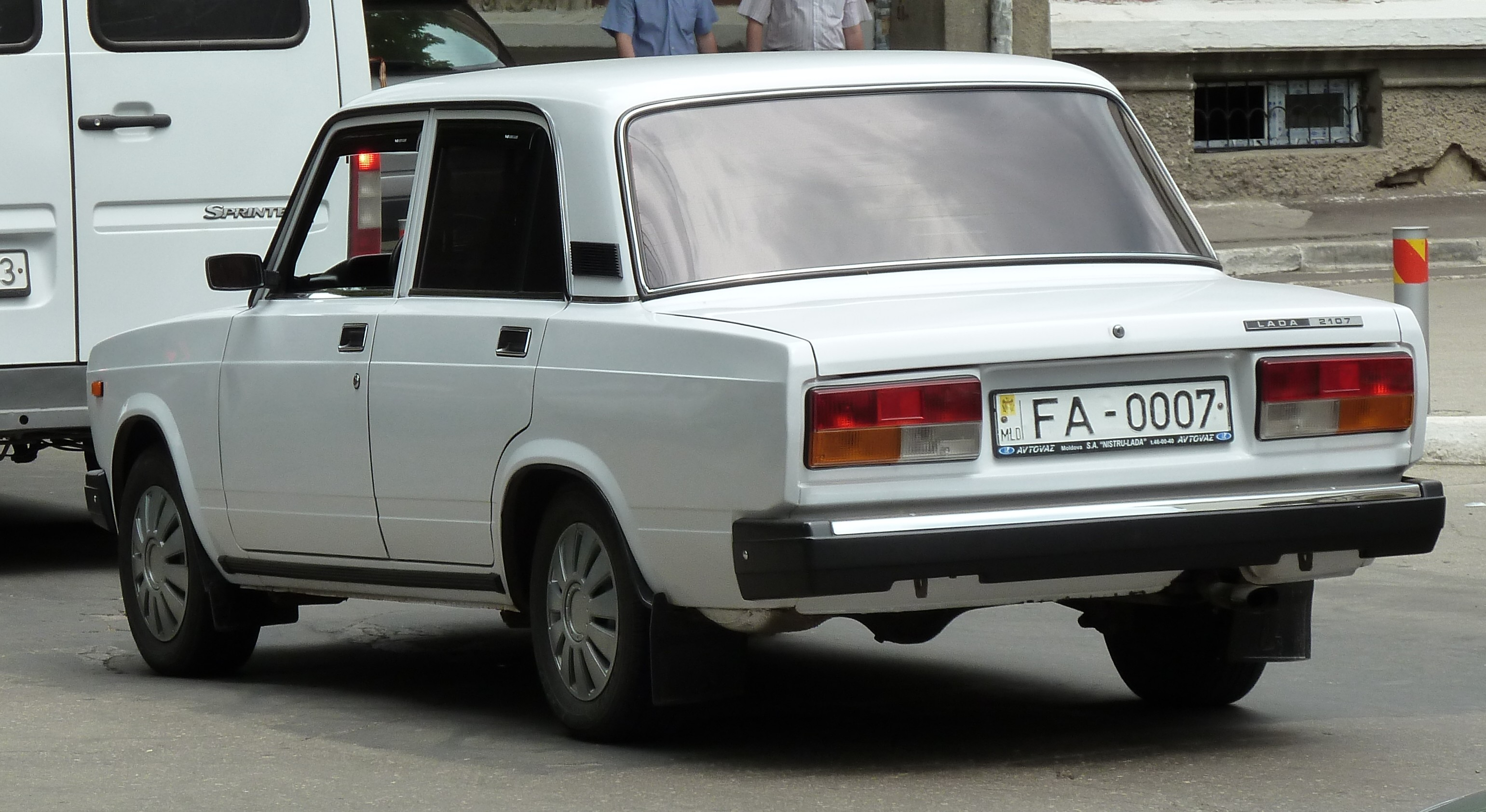
Автомобиль ВАЗ-2107 вооружённых сил номерным знаком раннего образца (ошибочный код страны MLD и герб в виде наклейки)

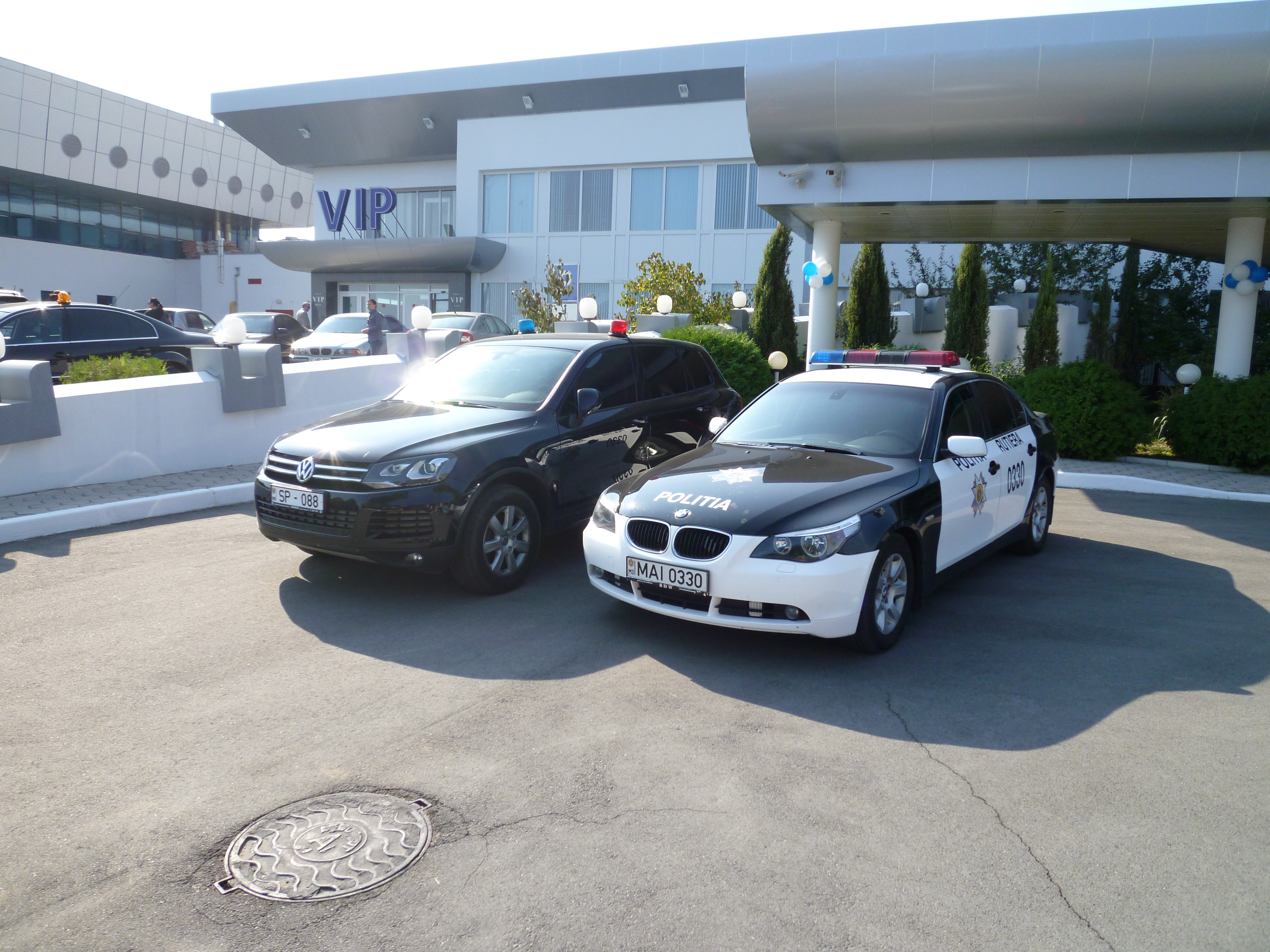
Автомобиль дорожной полиции и службы охраны

На временных номерах справа расположены два числа, обозначающие месяц и год, до которых действителен данный знак. Примерно до 2000 года номера выполнялись чёрным цветом и не имели срока действия.
| номер | назначение |
| ----- | --- |
|       | транспортные средства иностранных юридических лиц и иностранных граждан, лиц без гражданства, за исключением дипломатического корпуса, аккредитованного в Республике Молдова, физических и приравненных к ним юридических лиц |
|       | транспортные средства, ввезенные под таможенным режимом временного ввоза физическими и юридическими лицами из Республики Молдова                                                                                              |
|       | транспортные средства исключенного с учета в случае окончательного вывоза из Республики Молдова |
|       | транспортные средства иностранных граждан и лиц без гражданства с правом постоянного проживания на территории Республики Молдова                                                                                              |

- Дипломатические

| номер | владелец |
| ----- | --- |
|       | служебные автомобили дипломатических представительств и личные автомобили дипломатического персонала |
|       | транспортные средства консульских учреждений, консульские должностные лица, консульские служащие и члены обслуживающего персонала консульских учреждений |
|       | транспортные средства членов административно-технического и обслуживающего персонала дипломатических миссий, а также категории сотрудников представительств международных организаций, предусмотренных действующими соглашениями, владельцев служебных паспортов (или иных приравненных к ним документов) и аккредитационные карточки, выданные МИД |

CD* — это условное обозначение дипломатического корпуса, а три цифры — код посольства, которому принадлежит данное транспортное средство.

## История

### До 1917 года
До 1917 года территория современной Молдовы входила в Российскую империю и на её территории выдавались соответствующие номера. Впрочем, никакой системы в этих номерах не было.

### 1918—1940 годы

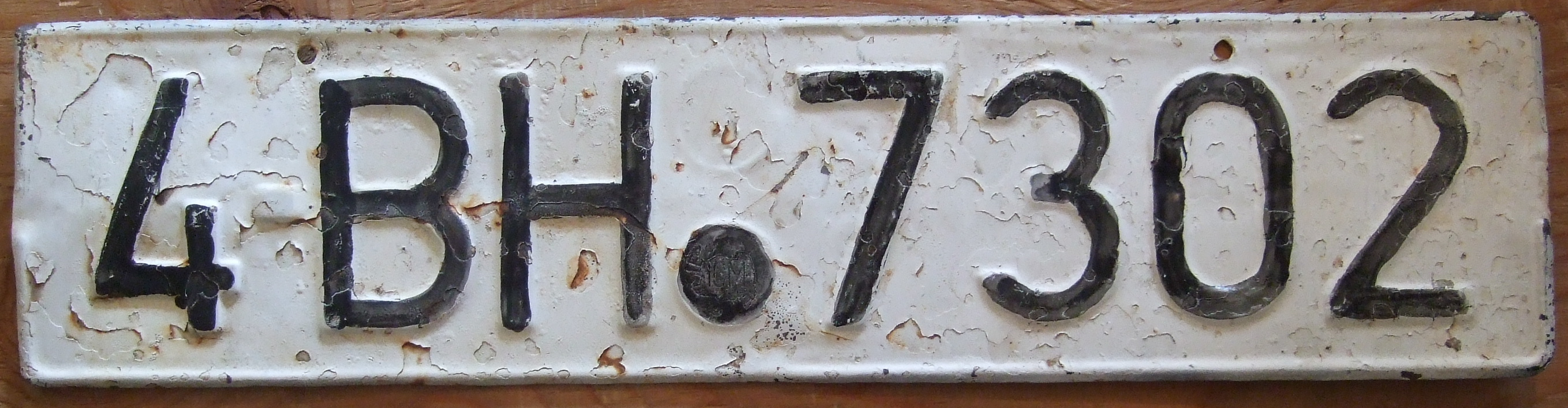
Номерной знак Румынии в указанный период

С 1918 года по 1940 год большая часть нынешней Молдовы (Бессарабия и Северная Буковина) являлась частью Румынии, и на этих территориях выдавались автомобильные номера румынского образца.
Ниже представлена таблица кодов регистрационных знаков для всех регионов Румынии межвоенного периода. Для наглядности регионы Бессарабии выделены жирным шрифтом.
| №   | Регион         | Код  | Столица          |
| --- | -------------- | ---- | ---------------- |
| 1.  | Alba           | Al   | Alba-Iulia       |
| 2.  | Arad           | Ar   | Arad             |
| 3.  | Argeş          | Pt   | Piteşti          |
| 4.  | Bacǎu          | Bc   | Bacǎu            |
| 5.  | Baia           | Flt  | Fǎlticeni        |
| 6.  | Bǎlţi          | Bţ   | Bǎlţi            |
| 7.  | Bihor          | Ord  | Oradea           |
| 8.  | Brǎila         | Br   | Brǎila           |
| 9.  | Braşov         | Bv   | Braşov           |
| 10. | Botoşani       | Bt   | Botoşani         |
| 11. | Buzǎu          | Bz   | Buzǎu            |
| 12. | Caliacra       | Bzg  | Bazargic         |
| 13. | Cahul          | Ch   | Cahul            |
| 14. | Caraş          | Orv  | Oraviţa          |
| 15. | Câmpu-Lung     | C.Lg | Câmpu-Lung       |
| 16. | Ciuc           | Mr.C | Miercurea-Ciuc   |
| 17. | Cernǎuţi       | Cţi  | Cernǎuţi         |
| 18. | Cetatea Albǎ   | C.Al | Cetatea Albǎ     |
| 19. | Cluj           | Clj  | Cluj             |
| 20. | Constanţa      | Cţa  | Constanţa        |
| 21. | Covurlui       | Gl   | Galaţi           |
| 22. | Dâmboviţa      | Tg   | Târgovişte       |
| 23. | Dolj           | Cv   | Craiova          |
| 24. | Dorohoi        | Dr   | Dorohoi          |
| 25. | Durostor       | Sl   | Silistra         |
| 26. | Fǎlciu         | Hş   | Huşi             |
| 27. | Fǎgǎraş        | Fgs  | Fǎgǎraş          |
| 28. | Gorj           | Tg.J | Târgu Jiu        |
| 29. | Hotin          | Ht   | Hotin            |
| 30. | Hunedoara      | Dv   | Deva             |
| 31. | Ialomiţa       | Cl   | Cǎlǎraşi         |
| 32. | Iaşi           | Iş   | Iaşi             |
| 33. | Ilfov          | B    | Bucureşti        |
| 34. | Ismail         | Is   | Ismail           |
| 35. | Lǎpuşna        | Chs  | Chişinǎu         |
| 36. | Maramureş      | Sgt  | Sighet           |
| 37. | Mehedinţi      | Tr.S | Turnu-Severin    |
| 38. | Mureş          | Tg.M | Târgu-Mureş      |
| 39. | Muscel         | Cp.L | Câmpulung-Muscel |
| 40. | Nǎsǎud         | Btr  | Bistriţa         |
| 41. | Neamţ          | Pn   | Piatra-Neamţ     |
| 42. | Odorhei        | Odh  | Odorhei          |
| 43. | Olt            | St   | Slatina          |
| 44. | Orhei          | Oh   | Orhei            |
| 45. | Prahova        | Pl   | Ploeşti          |
| 46. | Putna          | Fş   | Focşani          |
| 47. | Rǎdǎuţi        | Rdţ  | Rǎdǎuţi          |
| 48. | Râmnicu-Sǎrat  | Rm.S | Râmnicu-Sǎrat    |
| 49. | Roman          | Ro   | Roman            |
| 50. | Romanaţi       | Cr   | Caracal          |
| 51. | Satu-Mare      | St.M | Satu-Mare        |
| 52. | Sǎlaj          | Zal  | Zalǎu            |
| 53. | Severin        | Lgş  | Lugoj            |
| 54. | Sibiu          | Sb   | Sibiu            |
| 55. | Someş          | Dej  | Dej              |
| 56. | Soroca         | Sor  | Soroca           |
| 57. | Storojineţ     | Stj  | Storojineţ       |
| 58. | Suceava        | Suc  | Suceava          |
| 59. | Târnava-Mare   | Seg  | Sighet           |
| 60. | Târnava-Micǎ   | D-in | Diciosânmartin   |
| 61. | Tecuci         | Tc   | Tecuci           |
| 62. | Teleorman      | Tr.M | Turnu-Mǎgurele   |
| 63. | Timiş-Torontal | Tmş  | Timişoara        |
| 64. | Tighina        | Tgh  | Tighina          |
| 65. | Trei-Scaune    | St.G | Sfântu-Gheorghe  |
| 66. | Tulcea         | Tl   | Tulcea           |
| 67. | Turda          | Trd  | Turda            |
| 68. | Tutova         | Bd   | Bârlad           |
| 69. | Vâlcea         | Rm.V | Râmnicu-Vâlcea   |
| 70. | Vaslui         | Vs   | Vaslui           |
| 71. | Vlaşca         | Gg   | Giurgiu          |

В 1924 году на левом берегу Днестра (бо́льшая часть территории современной ПМР и части юго-западных областей Украины) образована Молдавская АССР в составе Украинской ССР, где с 1931 года началась выдача советских номеров. На территории Молдавской АССР изначально выдавались автомобильные номера Одесской области, но с изменением в 1934 году формата советских номеров получила собственные номера с надписью в нижней части номера МОЛДОВА. При очередном изменении формата в 1936 году автомобильные номера Молдавской АССР получили серию УМ.
В 1940 году Бессарабия была присоединена к СССР и вместе с частью Молдавской АССР образовала Молдавскую ССР, северные и южные районы отошли Украинской ССР. На территории Молдавской ССР до 1941 года продолжалась выдача номеров серии, принадлежавшей Молдавской АССР.

### 1941—1945 годы
В 1942—1945 годах территория Молдовы была оккупирована войсками гитлеровской коалиции и полностью передана в подчинение Румынии. В этот период на территории МССР вновь начата выдача румынских номерных знаков.

### 1945—1991 годы
В 1945 году территория Молдавской ССР вновь возвращена СССР, и с 1946 года на территории республики начата выдача номеров общереспубликанских серий: МШ, МЭ, РЛ, РМ, РН.
В 1959 году прошла очередная реформа по смене формата регистрационных знаков в Советском Союзе, после которой в Молдавской ССР была введена общереспубликанская серия МД для автомобилей и мотоциклов и серии МД, МЕ, МЭ, МЩ — для прицепов. В середине 70-х годов для автомобилей добавилась серия МВ.
В 1980 году, после введения формата номеров стандарта 1977 года (с чёрными символами на белом фоне), в МССР осталась только серия МВ, за исключением номеров автопарка ЦК КП Молдовы, которые сохранили серию МД.

### 1992—2011 годы
30 ноября 1992 года на территории независимой Молдовы начата выдача автомобильных номеров собственного стандарта. На территории самопровозглашённой Приднестровской Молдавской республики продолжалась выдача номеров последнего советского стандарта, но собственной серии МП.
С 1992 года выпускались 7-символьные регистрационные знаки (за исключением города Кишинёва), которые содержали две буквы кода региона, две буквы серии номера и три цифры. Для Кишинёва использовалась одна буква кода региона C. Фон номерных знаков белый. Надпись выполняется чёрным цветом, шрифтом DIN 1451. На временных номерных знаках цвет надписи — красный, на дипломатических — синий. При двухрядном исполнении номерного знака буквы размещаются в верхнем ряду, герб и цифры — в нижнем, между кодом региона и буквами серии ставится дефис.

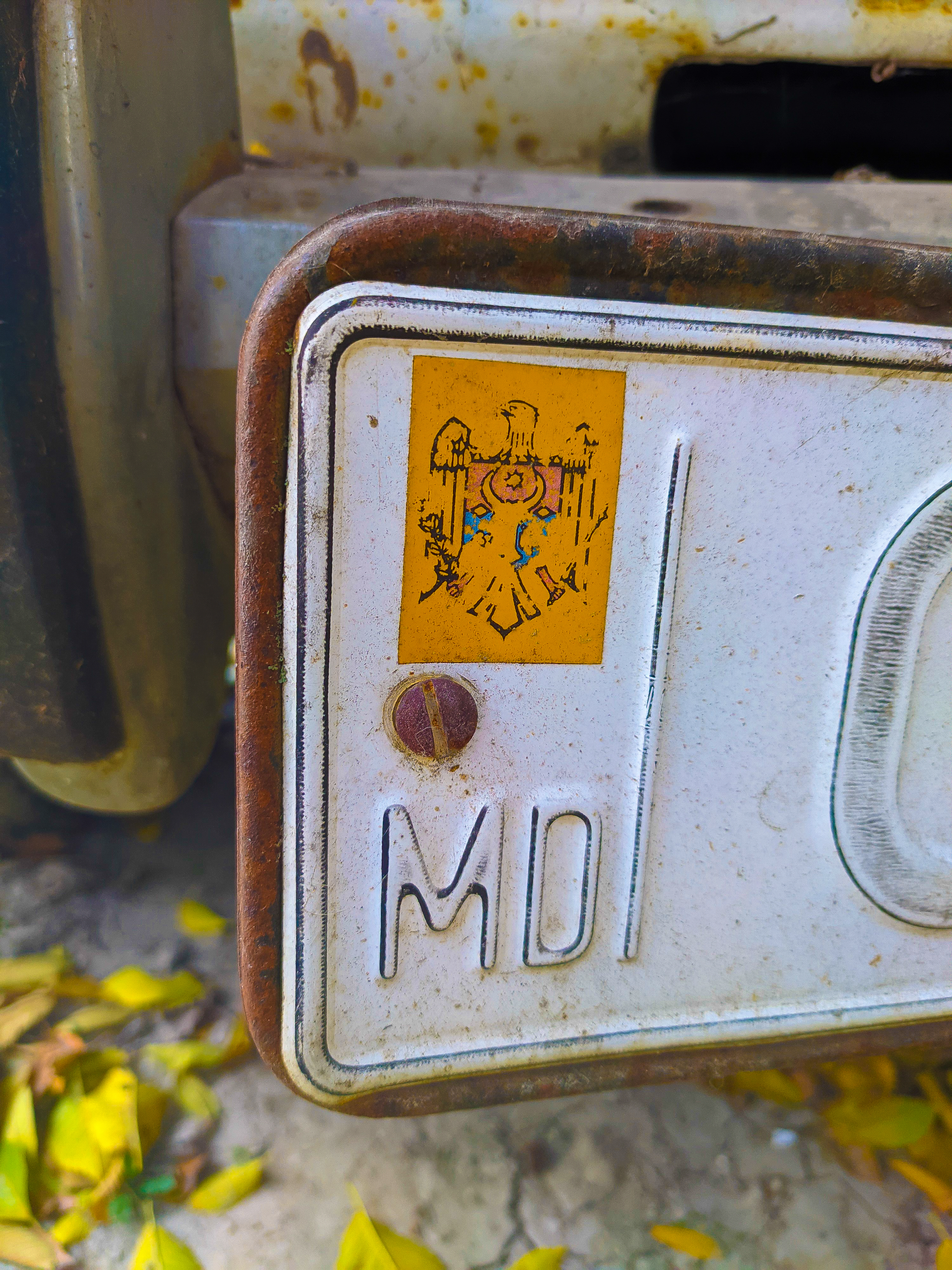

Изначально номера изготовлялись согласно стандарту SM 122:1996, который впоследствии уступил место нормативному документу SM 122:2002, действовавшему до 2014 года. Правила формирования номеров смягчились: стало возможным получить номер с двумя или одной цифрой (причём номера 001, 01 и 1 считаются различными), а для Кишинёва была введена дополнительная серия K.

### 2011—2015 годы

Номерной знак Молдовы образца 2011 года

С 2011 года в Молдове начали выдаваться новые номерные знаки. От номеров предыдущего стандарта их отличала только изменённая национальная символика, которая начала рисоваться на синем фоне, как в большинстве европейских стран. Форматы существовавших номеров остались без изменений.

### С 2015 года

Номерной знак Молдовы образца 2015 года

В 2014 году был утверждён новый формат регистрационных знаков в Молдове, который начал выдаваться с февраля 2015 года. Формат новых номерных знаков значительно отличается от предыдущего: изменён вид национальной символики, отменена региональная привязка, изменён шрифт начертания номеров.

## Кодификация регионов в 1992—2015 годах

### До 1999 года
До 1999 года, в связи с существовавшим тогда административным делением Молдовы использовались некоторые коды регионов, которые в настоящее время не применяются (однако, выданные в то время автомобильные номера остаются действительными неограниченное время)
| Код района | Район                                                                              |
| ---------- | ---------------------------------------------------------------------------------- |
| BE         | Бендеры — изменен код                                                              |
| VL         | Вулканештский район — ныне в составе Кагульского района и АТО Гагаузия             |
| CN         | Кайнарский район — ныне в составе Каушанского, Новоаненского и Яловенского районов |
| CO         | Комратский район — ныне в составе АТО Гагаузия                                     |
| CG         | Чадыр-Лунгский район — ныне в составе АТО Гагаузия                                 |

### 1999—2002
с 1999 по 2002 годы в Молдове была принята система административно-территориального деления на уезды (10 уездов, 1 муниципий и 2 административно-территориальных образования). В то время выдавались автомобильные номера со следующей кодификацией регионов. Хотя в настоящее время автомобильные номера с некоторыми из этих кодов не выдают, однако выданные с 1999 по 2002 годы номера продолжают оставаться действительными неограниченное время.
| Код уезда | Уезд                                |
| --------- | ----------------------------------- |
| C         | Кишинёв (муниципий)                 |
| DB        | АТО с особым статусом Приднестровье |
| GE        | АТО Гагаузия                        |
| CU        | Кишиневский уезд                    |
| BL        | Бельцкий уезд                       |
| TG        | Бендерский уезд                     |
| ED        | Единецкий уезд                      |
| CH        | Кагульский уезд                     |
| LP        | Лапушнянский уезд                   |
| OR        | Оргеевский уезд                     |
| SR        | Сорокский уезд                      |
| TR        | Тараклийский уезд                   |
| UN        | Унгенский уезд                      |

### 2002—2015

Буквенные обозначения регионов, использовавшиеся на регистрационных знаках с 2002 года до 28 февраля 2015.
Бордовым отмечены коды районов, частично или полностью подконтрольных ПМР

В 2002 году в Молдове было возвращено деление на районы, при этом также остались АТО Гагаузия и Приднестровье. Кодификация регионов действовавшая с 2002 года по 28 февраля 2015 года.
| Код района | Район                  | Примечания                                             |
| ---------- | ---------------------- | ------------------------------------------------------ |
| C          | Кишинёв (муниципий)    |                                                        |
| K          | Кишинёв (муниципий)    |                                                        |
| BL         | Бельцы (муниципий)     |                                                        |
| BS         | Бессарабский район     |                                                        |
| BR         | Бричанский район       |                                                        |
| GE         | АТО Гагаузия           |                                                        |
| GL         | Глодянский район       |                                                        |
| DN         | Дондюшанский район     |                                                        |
| DR         | Дрокиевский район      |                                                        |
| ED         | Единецкий район        |                                                        |
| CH         | Кагульский район       |                                                        |
| CL         | Каларашский район      |                                                        |
| CT         | Кантемирский район     |                                                        |
| CS         | Каушанский район       | Часть района контролируется властями непризнанной ПМР. |
| CR         | Криулянский район      |                                                        |
| LV         | Леовский район         |                                                        |
| NS         | Ниспоренский район     |                                                        |
| AN         | Новоаненский район     | Часть района контролируется властями непризнанной ПМР. |
| OC         | Окницкий район         |                                                        |
| OR         | Оргеевский район       |                                                        |
| RZ         | Резинский район        |                                                        |
| RS         | Рышканский район       |                                                        |
| SR         | Сорокский район        |                                                        |
| ST         | Страшенский район      |                                                        |
| SG         | Сынжерейский район     |                                                        |
| TR         | Тараклийский район     |                                                        |
| TL         | Теленештский район     |                                                        |
| UN         | Унгенский район        |                                                        |
| FL         | Фалештский район       |                                                        |
| FR         | Флорештский район      |                                                        |
| HN         | Хынчештский район      |                                                        |
| CM         | Чимишлийский район     |                                                        |
| SD         | Шолданештский район    |                                                        |
| SV         | Штефан-Водский район   |                                                        |
| IL         | Яловенский район       |                                                        |
| TS         | Тирасполь (муниципий)  | Район контроллируется властями непризнанной ПМР.       |
| TG         | Бендеры (муниципий)    | Район контроллируется властями непризнанной ПМР.       |
| GR         | Григориопольский район | Район контроллируется властями непризнанной ПМР.       |
| DB         | Дубоссарский район     | Район контроллируется властями непризнанной ПМР.       |
| CC         | Каменский район        | Район контроллируется властями непризнанной ПМР.       |
| RB         | Рыбницкий район        | Район контроллируется властями непризнанной ПМР.       |
| SL         | Слободзейский район    | Часть района контролируется властями непризнанной ПМР. |

На территории непризнанной Приднестровской Молдавской республики выдаются номерные знаки собственного образца. Однако существует возможность получения автомобильных номеров в компетентных органах Молдовы лицами, зарегистрированными на территориях, контролируемых властями ПМР. На практике такие автомобильные номера оформляют немногие, как правило, имеющие прописку в одном из регионов ПМР, но постоянно проживающие в Молдове.
В новом формате, введённом в 2015 году, региональная кодификация была отменена.

## Кодификация стран на дипломатических номерах
| Код | Страна                 |
| --- | ---------------------- |
| 111 | Румыния                |
| 112 | США                    |
| 113 | Беларусь               |
| 114 | Болгария               |
| 115 | Россия                 |
| 116 | Китай                  |
| 117 | Германия               |
| 118 | Турция                 |
| 119 | Венгрия                |
| 120 | Украина                |
| 121 | Программа развития ООН |
| 122 | ОБСЕ                   |
| 123 | Корпус Мира США        |
| 124 | Франция                |
| 125 | МВФ                    |
| 126 | Польша                 |
| 127 | Израиль                |
| 128 | Всемирный банк         |
| 129 | Бельгия                |
| 130 | Техническая помощь СНГ |
| 131 | Нидерланды             |
| 132 | Ливан                  |
| 133 | ICNUR                  |
| 134 | ЮНИСЕФ                 |
| 163 | Грузия                 |
| 173 | Казахстан              |
| 178 | Нидерланды             |